# Dunajský Klátov
Dunajský Klátov, ungarisch Dunatőkés (bis 1948 slowakisch „Tőkés“; ungarisch bis 1907 Tőkés) ist eine Gemeinde im Südwesten der Slowakei mit 860 Einwohnern (Stand 31. Dezember 2024). Sie gehört zum Okres Dunajská Streda, einem Teil des Trnavský kraj.

## Geographie

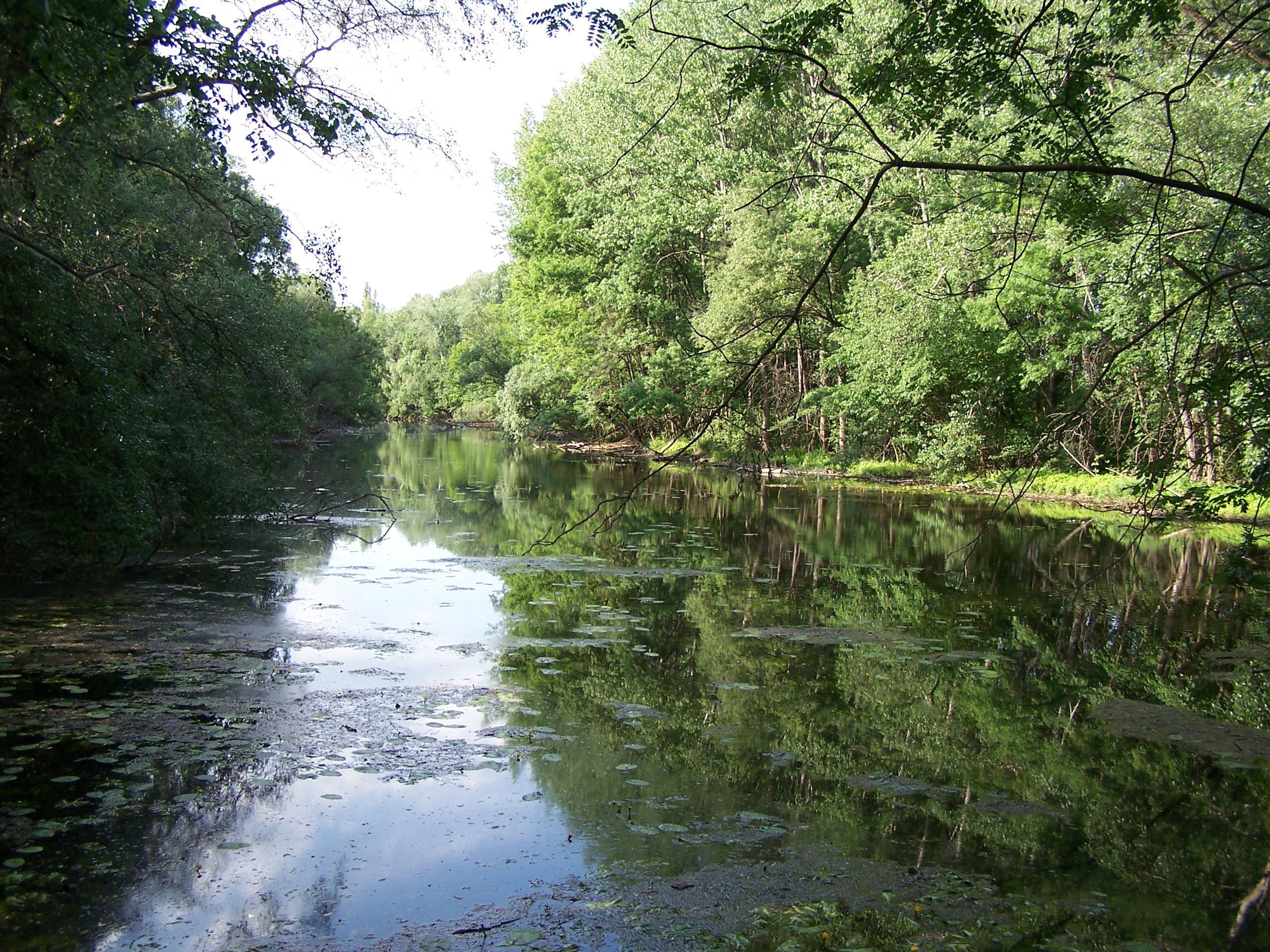
Flussarm Klátovské rameno unweit der Wassermühle

Die Gemeinde befindet sich im Nordteil der Großen Schüttinsel, einem Teil des slowakischen Donautieflands. Der nach dem Ort benannte Flussarm der Kleinen Donau, Klátovské rameno, markiert die Nordgrenze des Gemeindegebietes. Das Ortszentrum liegt auf einer Höhe von 113 m n.m. und ist acht Kilometer von Dunajská Streda entfernt.
Nachbargemeinden sind Jahodná im Norden, Ohrady im Osten, Veľké Dvorníky im Süden, Malé Dvorníky im Südwesten und sehr kurz Dunajská Streda im Westen.

## Geschichte
Der Ort wurde zum ersten Mal 1392 als Theukes schriftlich erwähnt. 1553 gehörte er zum Gut der Familien Zombor und Kondé und hatte insgesamt sieben Porta. Im 19. Jahrhundert hatte die Familie Haberman Güter im Ort. 1828 zählte man 29 Häuser und 220 Einwohner.
Bis 1919 gehörte der im Komitat Pressburg liegende Ort zum Königreich Ungarn und kam danach zur Tschechoslowakei beziehungsweise heute Slowakei. 1938–45 lag er aufgrund des Ersten Wiener Schiedsspruchs noch einmal in Ungarn.
Von 1960 bis 1990 war Dunajský Klátov in die Gemeinde Jahodná eingegliedert.

## Bevölkerung
| Jahr                | 1994 | 2004     | 2014     | 2024     |
| ------------------- | ---- | -------- | -------- | -------- |
| Anzahl der Personen | 465  | 416      | 571      | 860      |
| Unterschied         |      | −10,53 % | +37,25 % | +50,61 % |

| Jahr                | 2023 | 2024    |
| ------------------- | ---- | ------- |
| Anzahl der Personen | 854  | 860     |
| Unterschied         |      | +0,70 % |

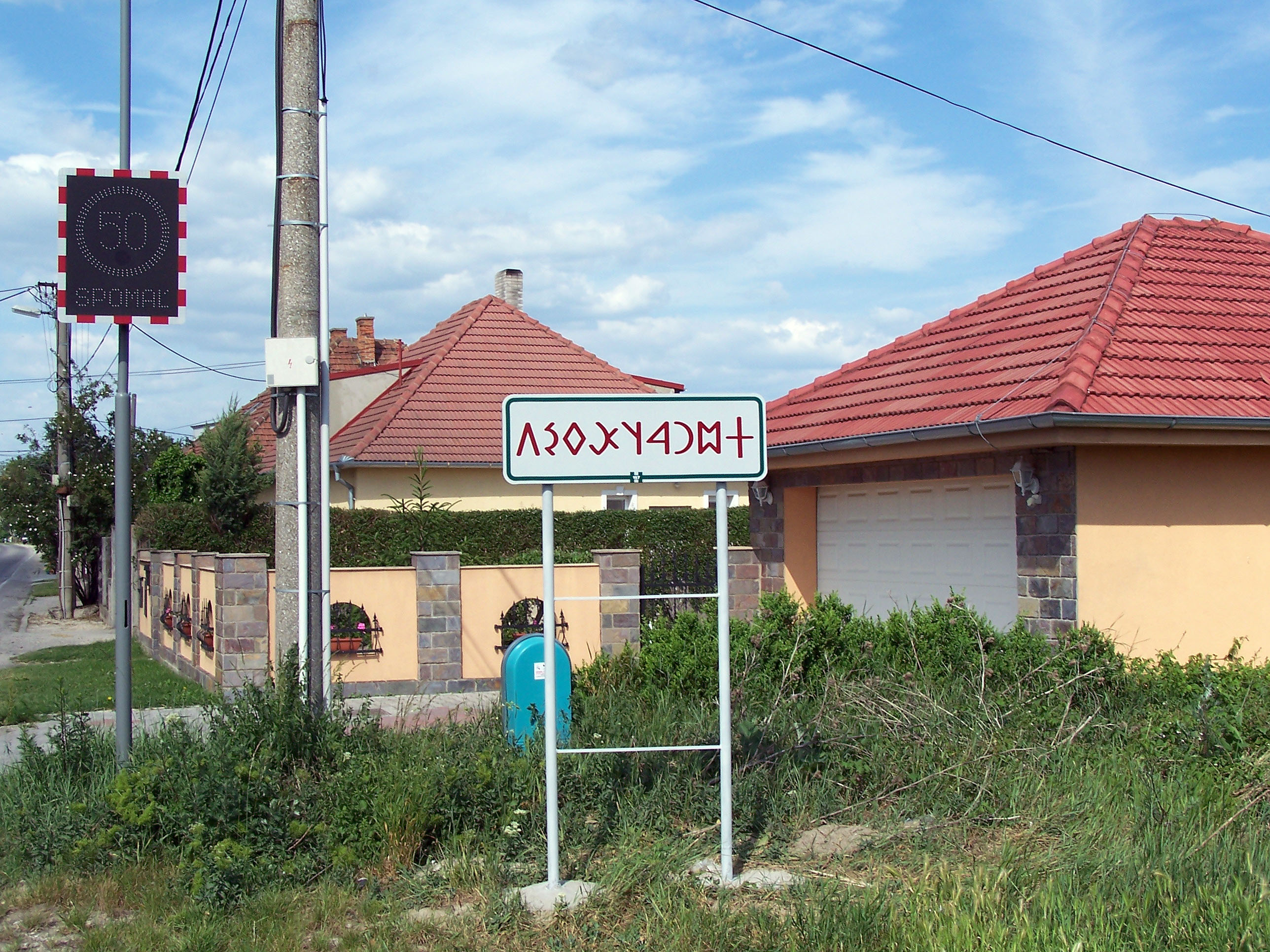
Ungarischer Ortsname, geschrieben in altungarischer Schrift

Nach der Volkszählung 2011 wohnten in Dunajský Klátov 510 Einwohner, davon 413 Magyaren, 92 Slowaken sowie jeweils ein Deutscher und Roma. Drei Einwohner machten keine Angabe. 434 Einwohner bekannten sich zur römisch-katholischen Kirche, 24 Einwohner zur reformierten Kirche, sechs Einwohner zur evangelischen Kirche A. B., drei Einwohner zur griechisch-katholischen Kirche sowie jeweils ein Einwohner zur evangelisch-methodistischen Kirche und zur tschechoslowakischen hussitischen Kirche; ein Einwohner bekannte sich zu einer anderen Konfession. 23 Einwohner waren konfessionslos und bei 18 Einwohnern wurde die Konfession nicht ermittelt.

## Bauwerke

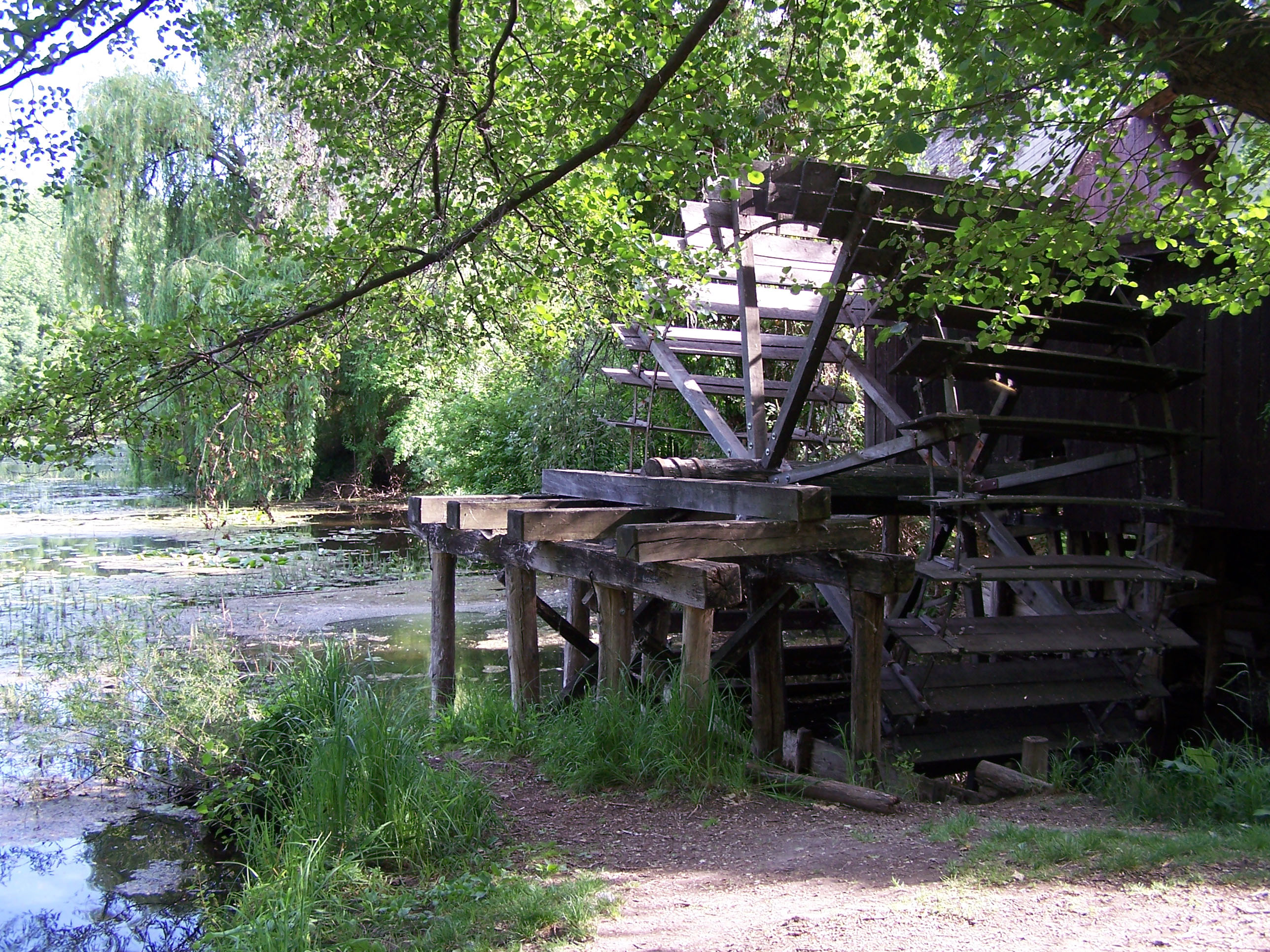
Teilansicht der Wassermühle

- Historische Wassermühle mit einem unterschlächtigen Wasserrad, war bis in die 1940er Jahre in Betrieb, seit 1987 Museum
- Kapelle Mariä Geburt